# Pigluxation
Pigluxation är den medicinska termen för en speciell form av luxation i armbåge. Detta är i regel en skada som drabbar små barn. Skadan uppstår klassiskt vid dragning i armens längdsriktning. Symptomen är att barnet ej rör sin armbåge och att underarmen hålls pronerad och lätt flekterad intill kroppen. Läkare kan dra armen rätt. Röntgen har begränsat värde.